# Helleriella
Helleriella é um género botânico pertencente à família das orquídeas (Orchidaceae).

## Espécies
1. Helleriella guerrerensis Dressler & Hágsater, Orquídea (Mexico City), n.s., 5: 36 (1975).
2. Helleriella nicaraguensis A.D.Hawkes, Phytologia 14: 4 (1966).